# Cyclophora mossi
Cyclophora mossi là một loài bướm đêm trong họ Geometridae.